# Llei de Dolbear

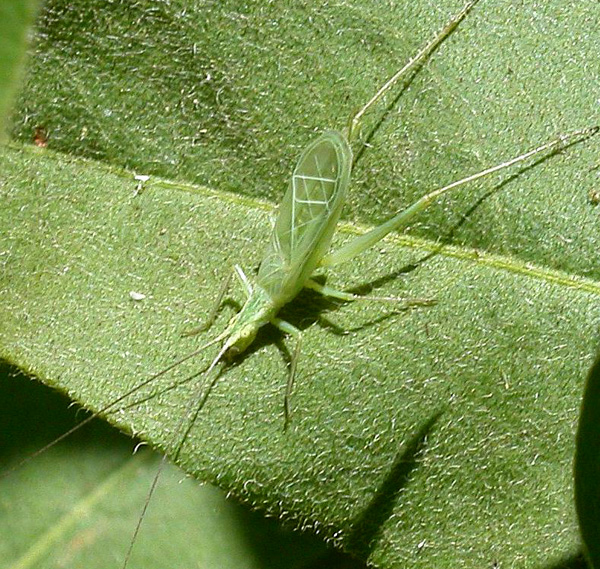
El grill de l'arbre de la neu Oecanthus fultoni

La llei de Dolbear relaciona la temperatura de l'aire amb l'índex de carrisqueigs d'alguns grills. Va ser formulada per Amos Dolbear i publicada el 1897 en un article que va titular "El grill com a termòmetre". Les observacions de Dolbear sobre la relació entre la taxa de carrisqueigs dels grills i la temperatura van ser precedides el 1881 per Margarette W. Brooks, encara que aquest article va passar inadvertit fins a la publicació de Dolbear.
Dolbear no va especificar l'espècie de grill que va observar, malgrat que els investigadors subsegüents van suposar que es tractava del grill de l'arbre de la neu (Oecanthus fultoni).
Per als habituals grills de camp, però, la freqüència del carrasqueig no té una correlació tan precisa amb la temperatura; depèn d'altres factors, com l'edat. No obstant això, en molts casos, la fórmula de Dolbear n'és una aproximació prou bona.

## Equacions
Dolbear va expressar la relació amb la següent fórmula que proporciona una manera d'estimar la temperatura ({\displaystyle T_{F}}) en graus Fahrenheit del nombre de carrisqueigs per minut ({\displaystyle N_{60}}):
{\displaystyle T_{F}=50+\left({\frac {N_{60}-40}{4}}\right).}

La fórmula pot ser simplificada per als carrisqueigs produïts en 15 segons ({\displaystyle N_{15}}):
{\displaystyle \,T_{F}=40+N_{15}}
Reformulant l'equació per a graus Celsius ({\displaystyle T_{C}}):
{\displaystyle T_{C}=10+\left({\frac {N_{60}-40}{7}}\right).}
Podem simplificar l'equació encara més per als carrisqueigs produïts en 8 segons ({\displaystyle N_{8}}). Aquesta fórmula és bastant precisa entre els 5 i 30 °C:
{\displaystyle \,T_{C}=5+N_{8}}

## En la cultura popular
Es va fer referència a aquesta fórmula i a la Llei de Dolbear en l'episodi de The Big Bang Theory La conjectura de Jiminy